# نقرة رأس عظم الفخذ
نُقْرَةُ رَأْسِ الفَخِذِيّ أو حُفْرَةُ رَأْسِ العَظْمِ الفَخِذِيّ (باللاتينية: fovea capitis femoris) (بالإنجليزية: Fovea of head of femur)‏ هي جزء صغير مُنْخَفَض و مقعّر في رأس الفخذ على شكل بَيْضَاوِيّ طفيف (إِهْلِيلَجِيّ). تقع النقرة إلى الخلف تحت مركز السطح المفصلي لرأس الفخذ، و تتجه من أعلى إلى أسفل الجزء الخلفي.

## الارتباط
يرتكز في نُقْرَةُ رَأْسِ الفَخِذِيّ من الداخل: رِباطُ رَأْسِ الفَخِذ (بالإنجليزية: Ligament of head of femur)‏ (باللاتينية: ligamentum teres femoris) أو (باللاتينية: Ligamentum capitis femoris) ، و يُسمّى أيضاً الرباط المدور الفخذي (باللاتينية: round ligament of the femur).
يُعتقد أن اتجاه شكلها البَيْضَاوِيّ مناسب للألياف المتوترة (المشدودة) للرباط المدور الفخذي.

## البنيان
خلافا لرأس عظم الفخذ ، فإن نُقْرَةُ رَأْسِ عظم الفخذ لا يوجد عليها أي غضروف زجاجي (غضروف هياليني). ويُقال إن نقرة الرأس تحتوي على قنوات أوعية دموية في ثلثي الأشخاص، ولكن مساهمة تلكم القنوات في وعائية رأس الفخذ تختلف.

## صور اضافية

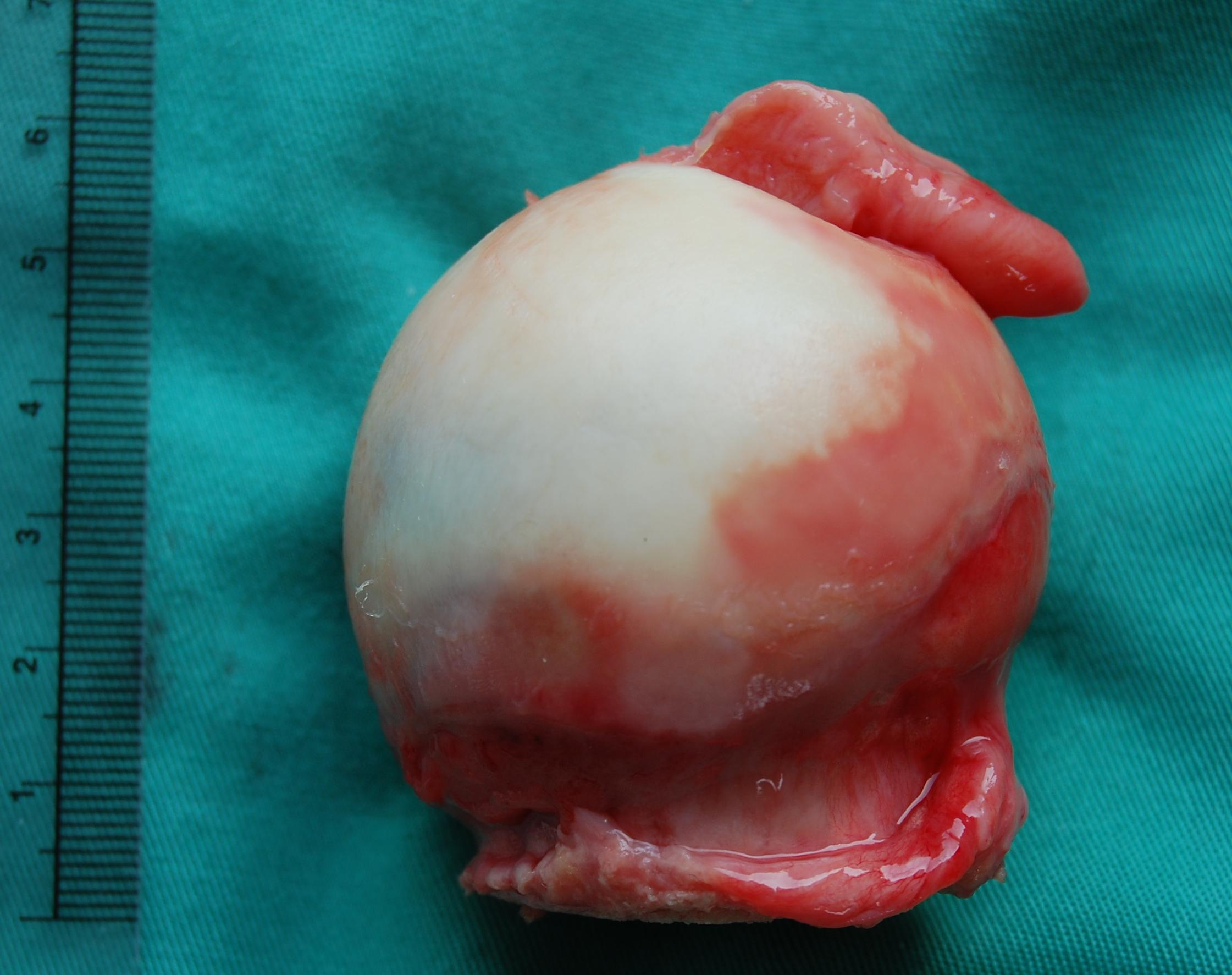
علم تجسيم الأمراض. عيّنة من رأس عظم الفخذ مع بعض الغشاء الزليلي المتعلق في الجزء السفلي، بينما رِباطُ رَأْسِ الفَخِذ (بالإنجليزية: Ligament of head of femur) (باللاتينية: ligamentum teres femoris يُرى مرتبطاً بالجزء العلوي من داخل نقرة رأس عظم الفخذ. وحدة قياس الطول مبينة على المِسْطَرَة في الجانب الأيسر من الصورة بالسنتيمتر.
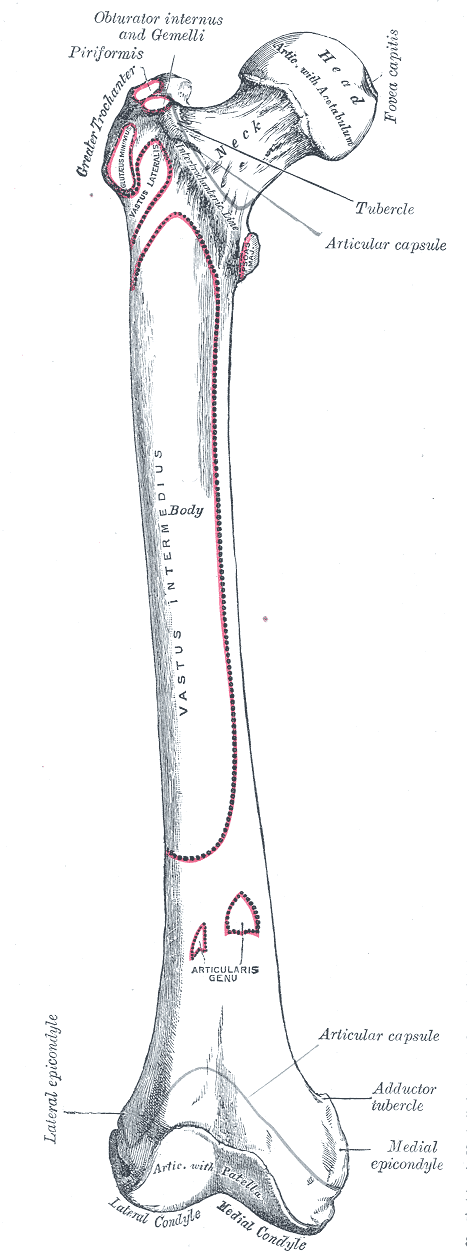
عظم الفخذ الأيمن. السطح الأمامي. نقرة رأس عظم الفخذ أعلى الرسم علي اليمين، ومؤشّر عليها بـ fovea capitis .
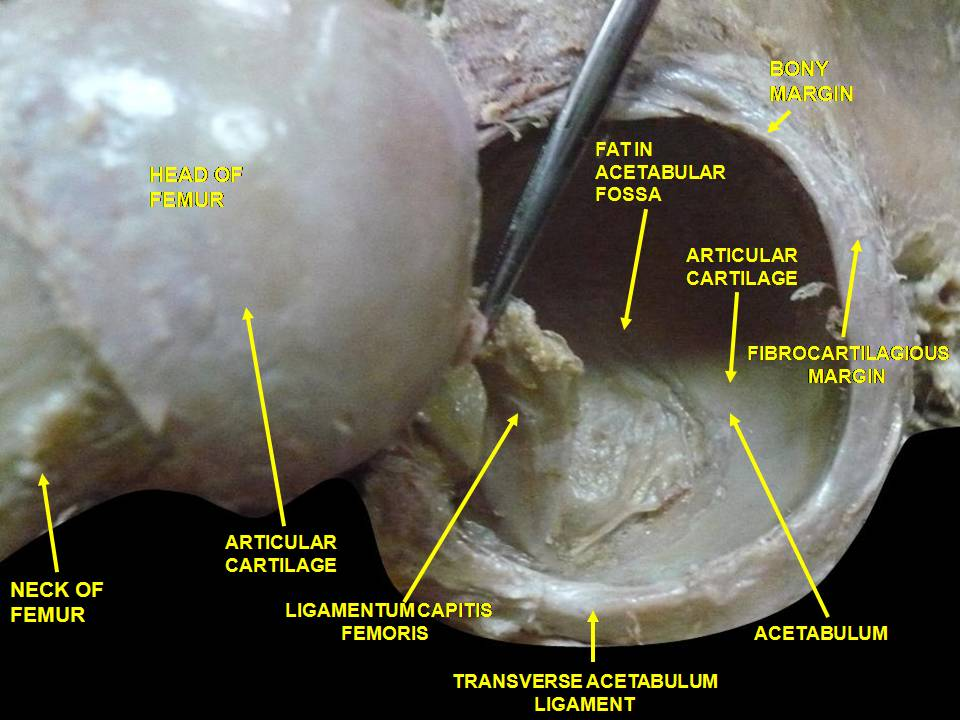
مفصل الورك. عرض جانبي (وحشي). رأس عظم الفخذ. يُمكن رؤية رِباطُ رَأْسِ الفَخِذ (بالإنجليزية: Ligament of head of femur)‏ مكتوباً باللاتينية: (باللاتينية: Ligamentum capitis femoris) خارجاً من رأس عظم الفخذ، ممسوكاً بالملقاط الجراحي.
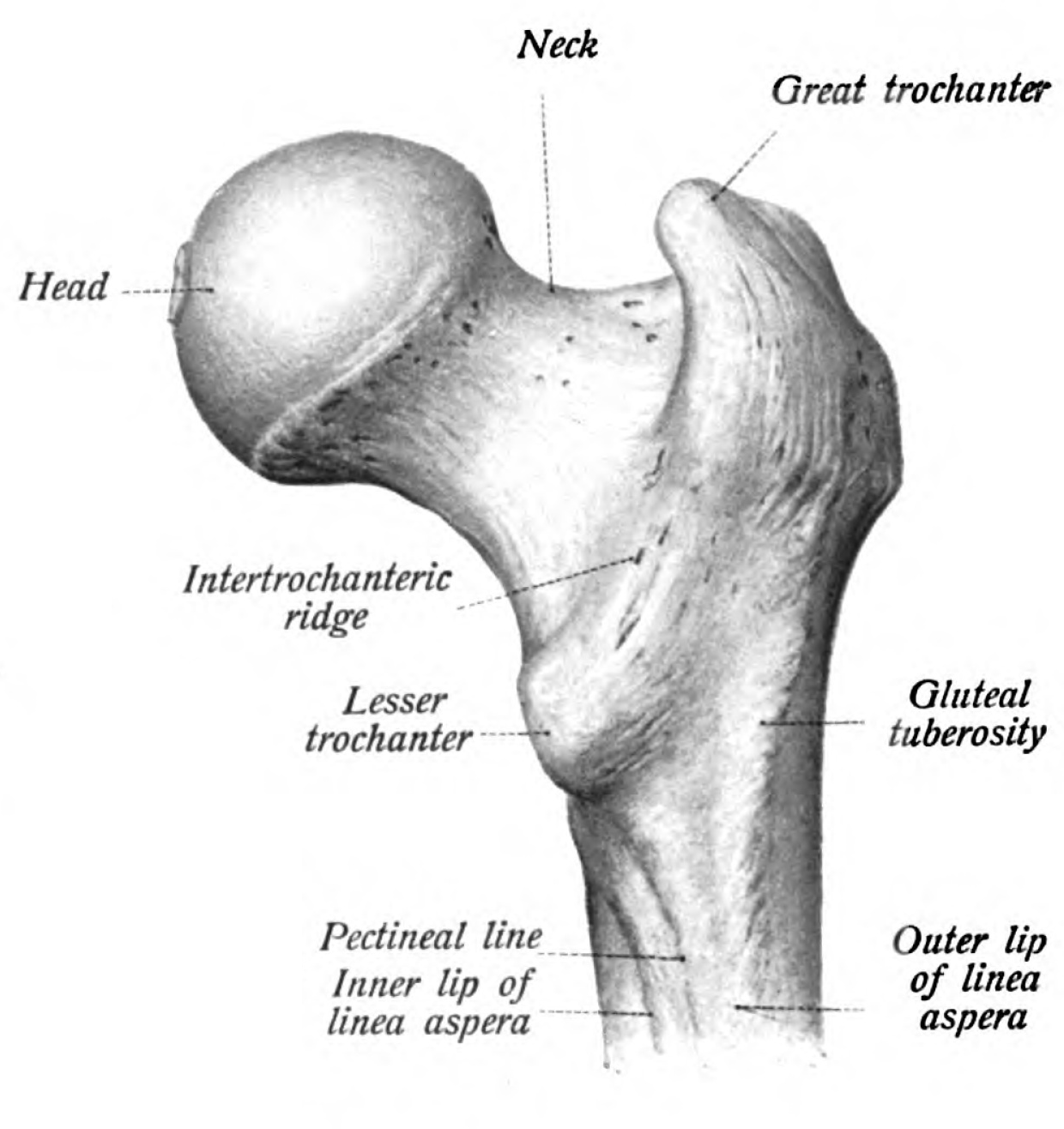
الجزء العُلوي من عظم الفخذ اليُمنى (رأس عظم الفخذ)، رؤية خلفية.